# Hálfs saga ok Hálfsrekka
Hálfs saga ok Hálfsrekka (La saga de half y sus héroes) o Hálfssaga es una saga legendaria compuesta en el siglo XIV, que trata sobre la vida de Halfr (idioma protonórdico: Haþuwulafr, que significa «lobo de batalla»), uno de los más famosos reyes legendarios del mar noruego.
Sus campeones (los mejores guerreros) debían someterse a una normas estrictas. Tras 18 años de incursiones vikingas, regresó a Hordaland, donde Asmund (padre adoptivo de Halfr) gobernó en su ausencia. Asmund invitó a Halfr y a su séquito a un banquete y juró fidelidad. Sin embargo, Asmund los pasó por la espada o murieron quemados en vida dentro del salón de festejos (hús-brenna). Sólo dos guerreros lograron sobrevivir y escapar de la matanza, Utstein y Hrok el Negro.
Utsten y Hrok se unieron a Sölve Högnesson de Nærøy, y vengaron a Halfr y los camaradas muertos. Luego eligieron a Hjör (hijo de Halfr) como rey de Hordaland.
La saga es una de las más conocidas por su diversidad en el contenido, pasando del folclore a la poesía heroica. Algunos de los poemas son bastante antiguos lo que sugiere una larga trayectoria de tradición oral anterior a su registro escrito. Uno de sus campeones también se cita en el poema Hyndluljóð.